# Hohler Stein (Kallenhardt)

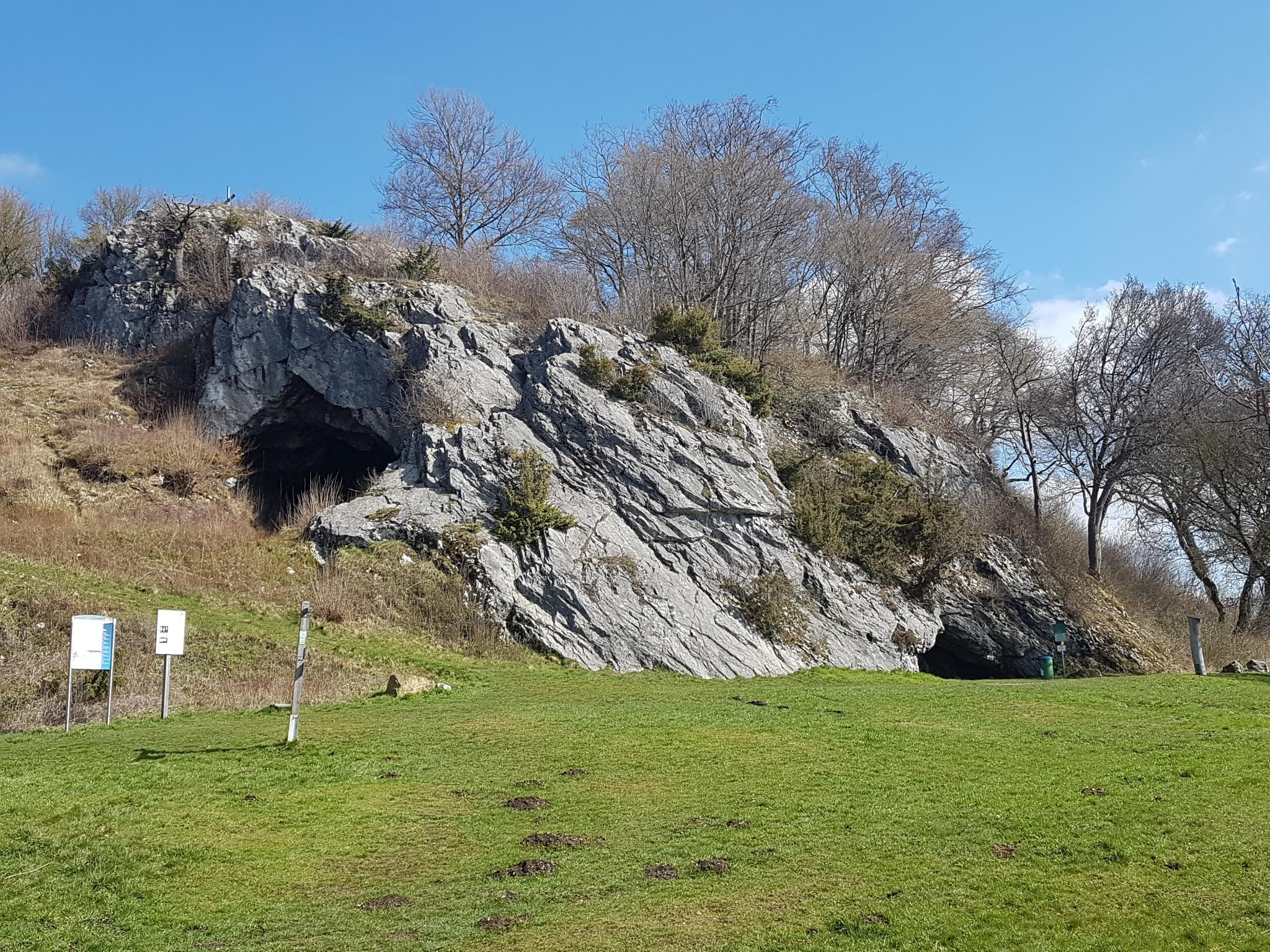
Hohler Stein (Kallenhardt)

Hohler Stein este una dintre cele mai mari peșteri unde arheologii au descoperit urme de la sfârșitul epocii de piatră și începutul  epocii de fierului. Ea este situată în apropiere de Rüthen, Germania.

## Date despre peșteră
Peștera s-a format în urmă cu aproximativ 350 de milioane de ani, pe la mijlocul devonianului. Pe atunci regiunea era un fund de mare unde s-au depus depozite uriașe de calcar provenite din scheletele viețuitoarelor marine. Prin mișcările tectonice au luat naștere crăpături care au permis pătrunderea viețuitoarelor care după moarte au umplut crăpăturile cu depuneri de calcar, provenit din scheletele lor. Ulterior pătrunderea apei acidulate prin dizolvarea de dioxid de carbon, a dus la dizolvarea calcarului și formarea grotelor. Aceste ipoteze se bazează pe faptul că și azi se poate observa structura rocilor frământate și stratificate. Peștera are încăperea principală cu o lungime de ca. 30 de m și lățimea maximă de 20 de m. În sud există încă o intrare spre încăperea principală.